# ゲーム帝国
「ゲーム帝国」（ゲームていこく）は、エンターブレインのゲーム雑誌『ファミ通』に掲載されていた読者投稿ページ。同誌が『ファミコン通信』という名称だった時代より続いていた。
当初はまったく人気のないページだったが知名度を上げていき、この連載を収録した単行本が7巻まで発売された。後に「新ゲーム帝国」とタイトルを変えて再スタートした際にライターも交代したが、文章が劣化したことにより人気が急落。2005年8月19日号で武装した小学生に帝国が占拠されてしまい、「帝国滅亡」ということで連載は終了した。単行本は第7巻を除き、既に絶版になっている。
2006年5月、『週刊ファミ通』創刊20周年記念企画として、全盛期のスタッフが再集結し、3回限定で復活した。

## キャラクターなど
総統
ゲーム帝国の最高権力者。読者のハガキとくだらないダジャレとエッチな話が大好きな、フランクな老人。声には残響音がつく。特技は岩をも貫く残響音で、カプコンの対戦型格闘ゲーム『ヴァンパイア』のキャラクター・アナカリスはこれを模倣したという説もあるが、真相は不明。
皇帝
かつてゲーム帝国の最高権力者だった老人。脱出マジックのために皇帝箱という箱の中に入っていたが、総統が鍵をなくしてそのまま閉じ込められたまま、現在は青白いエネルギー体として存在しているらしい。なお、皇帝箱の中には様々な娯楽設備があり、とても快適。ごく稀に皇帝箱の鍵が開く。
語り部
ことわざや慣用句を無理矢理間違えながら、読者の投稿に対し、斜め上から切り返す百戦錬磨のメインコーナー担当。「カラテカケツ蹴り」から即実行の「本名明かし」まで、読者や帝国臣民のみならず、時には総統にまであらゆる刑罰を課す。
彼がよく刑罰等に用いる回数や数値は2の累乗数が多い（例：128回、1024年等）。
また、語り部（回答者）でありながら、回答中にいつの間にか質問者になってしまう事がある。
一人称は「わし」「拙者」「弊社」など。
悪魔（「新」ではデビル）
「悪魔の安楽椅子」コーナー（「新」ではデビルの黙示録）担当の悪魔。パソコン全般に詳しい。江戸っ子口調で、義理人情に厚く、かなり親切。デーモン小暮とは同じ釜の飯を喰った同輩と主張している。単行本では酒豪であることが明らかになった。質問ハガキや回答は、ゲーム帝国では割とマトモな部類。
一人称は「俺」もしくは「俺様」。
「新ゲーム帝国」では最初は乱暴な言葉使いだったが、ほどなくして元に戻る。
コーナーで描かれている彼の絵画的イラストは一般的な悪魔像ではなく、初老の紳士の姿で描かれている。
女神（「新」ではビーナス）
「女神の四の字固め」コーナー担当の女神（「新ゲーム帝国」では、「ビーナスの電脳空間」コーナー担当）。銀河一の美貌（自称）と高飛車な性格で人気を博し、毎週、膨大な量の変態ハガキと格闘していた。後期はエロと見せかけて日常風景を描く「まぎらわシリーズ」でコーナーが埋め尽くされた。また、「まぎらわシリーズ」にはエロではなく一見バイオレンスな内容と思いきや、「ただ魚料理をしているだけ」と一風変わったものが採用された事がある。また、たまに来るマトモな質問（お悩み相談等）が採用される事もあり、その場合は意外と親切な回答をする。特に質問に対しては女性側の視点から見た上での回答が多い。
一人称は「アタクシ」。
「新ゲーム帝国」の初期はなぜか人工知能っぽい口調だったが、悪魔同様、元に戻った。
回答の最後に「チュッ」や「パフ」を付けたり、「男の子」「女の子」の単語に「ちゃん」付けする特徴を持つ。
コーナーの絵画的イラストでは、貴婦人の様な姿で描かれている。
鉄人
「鉄人の黙示録」コーナー担当。全身甲冑に身を包んだ、鍛練を重ねた武人。王剣エクスカリバーを探して放浪の旅を続け、入手した剣が模造品の玉剣エクヌカリハーであったことに失意。泥酔の末、放浪の旅に出た。甲冑が重いので時速2mmで移動。切手収集が趣味。
地獄の念力絵師金子
地獄から召喚されたゲーム帝国の念力絵師。『ファミ通』誌面や単行本の絵画調イラストを担当、念力で描く。彼の姿を目撃すると死ぬ。住所は東京都三鷹市。
コンと信
『ファミコン通信』が『ファミ通』へとリニューアルした際に編集部から切り捨てられた2人。追放されて全国を放浪する身となり、各地から目撃談が寄せられた。地下に潜り、同志とともに最終計画を発動したというが、以後の消息は不明。

## 用語
ゲーム共和国
単行本で登場。フォーマットは帝国と同じだが、語り部・悪魔・女神ともに普段と正反対の健全なお兄さんお姉さん口調で進行するため、鬱憤が溜まってそれぞれコーナー最後で必ず放棄、毎回自動的に滅亡する。1回だけ『ファミ通』本誌に掲載されたことがあり、その直後に「新ゲーム帝国」となった。
バグ者
深刻なまでに意味不明な投稿者を指す。たいてい、語り部からデバッグを促される。
緊急避難場所
単行本『ゲーム帝国』に存在する、緊急避難を目的としたページ。仕事中または授業中に単行本を読んでいる時に、上司や教師などに見つかっても単行本を読んでいる事を悟られないようにするため、教科書などに偽装したページが用意されている。だが、よく読むとその内容は大変バグったものになっている。また、偽装用ブックカバーなるものも用意された事がある。
同じく『ゲーム帝国』の編集に携わっているスタパ齋藤の著作書にも同様のページがある。
各種原子力装置
ゲーム帝国では、さまざまな装置が原子力で稼動するとされ、文中にしばしば登場する。代表的なものに、原子力ネコパンチ発生装置、原子レンジなどがある。
昔話
タイトルロゴで語られる昔話。腑に落ちない結末が殆ど。昔話以外にも帝国の近況が語られる事もある。
訓辞
メインコーナーの最初に語られる、季節や時事をテーマにしたものであるが、語り部によって「慣用句」や「ことわざ」で例えて締めようとするも、間違ってしまう。

## 代表的な刑罰
ケツバット
尻をボールに見立てたバーチャル野球。尻をバットで殴打する刑。回数は罪状による。
大便（小便）我慢の刑
大便や小便を一定期間我慢する刑。その期間は罪状による。帝国には1024年の間大便小便を我慢した者がいるという。
本名明かしの刑
「ゲーム帝国」紙面に、ペンネームではなく本名を公開する刑。バリエーションとして、ペンネーム漢字変換の刑、ペンネームと本名まぜまぜの刑、本名で投稿して来た者を名無しにする匿名希望の刑などがある。
まとめて刑罰
同様の質問がその週に掲載された場合、その人数の質問者をまとめて刑罰を下す。
語り部へ刑罰
語り部が何かしら間違ってたり、非があった場合は自らに刑罰を下す事がある。
総統に刑罰
総統が暴走じみた奇行や変態行為に及んだ場合に彼に下される。
ガバスお預けの刑
稀に下される、投稿採用ポイントである「ガバス」を進呈しない刑。本当に投稿者へ進呈しなかったのかは不明。カボスやガハヌやカパスなど偽物を送る刑も。

## 多く投稿されていた質問ネタ一例
略称の意味
例:○○○は△△△の意味で、□□□という事ですか?語り部は否、〇〇〇〇である。と返すのが定番。
意味不明の内容
いわゆるバグった（不条理な）内容。もれなく投稿者はバグ者扱いされ、デバッグされる。
時事ネタ

○○八兵衛ネタ
例：しっかり八兵衛、ちゃっかり八兵衛等。
活字・記号で表現ネタ
いわゆるアスキーアートのようなものだが、大抵「誌面の無駄遣い」とされ、刑罰の対象となる。
変読ネタ
例：「ウノレトラマン」等

## その他
- インターネットや携帯電話が広く普及した時期に、通常の葉書の投稿の他に、「ゲーム帝国」投稿専用のメールアドレスが用意されており、それを利用した投稿もあった。
- 単行本には今までの掲載分を纏めてある他にも、非常に珍奇な物語が収録されており、神話的なものや宇宙について語る物語があるのだが、内容はかなりシュールとなっている。

## 単行本
1. Vol.1 1993年12月1日発売、ISBN 4893661795
2. Vol.2 1994年7月8日発売、ISBN 4893662546
3. Vol.3 1994年11月30日発売、ISBN 489366302X
4. Vol.4 1996年7月31日発売、ISBN 4893664980
5. Vol.5 1996年11月21日発売、ISBN 4893666355
6. Vol.6 1999年12月19日発売、ISBN 4757205872
7. Vol.7 2001年3月8日発売、ISBN 4757703961